# إغناثيو ووكر
إغناثيو ووكر (بالإسبانية: Ignacio Walker) هو محامي وسياسي تشيلي، ولد في 7 يناير 1956 في سانتياغو في تشيلي. حزبياً، نشط في الحزب الديمقراطي المسيحي (تشيلي). وقد انتخب وزير الشؤون الخارجية في شيلي (1 أكتوبر 2004 – 11 مارس 2006) وانتخب عضو مجلس الشيوخ من شيلي وانتخب عضو مجلس النواب من شيلي.